# ファイナルファンタジータクティクスに登場するジョブ
ファイナルファンタジータクティクスに登場するジョブ（ファイナルファンタジータクティクスにとうじょうするジョブ）では、ファイナルファンタジータクティクスに登場するジョブ（キャラクタークラス）について、詳細に記述する。

## 汎用ジョブ
※はジョブチェンジできる条件。
見習い戦士
全てのユニットが最初からジョブチェンジできるジョブの一つ。「投石」「手当て」などの「基本技」が固有アクションである。「取得JpUP」や「Move+1」などのアビリティを覚えることができる。
特定のキャラクターは見習い戦士の代わりにそのキャラクター特有のジョブを所持しているが、アクションアビリティ以外の各種アビリティ（リアクション・サポート・ムーブ）は、見習い戦士と一緒である。
アイテム士
見習い戦士と同じく、最初からジョブチェンジできる。アイテムを使うことができる「アイテム」のアクションアビリティを持つ。また、装備品の盗難・破壊を防ぐ「メンテナンス」や、戦闘フィールドに埋もれたアイテムを発見する「アイテム発見移動」を覚える。「アイテム発見移動」によるアイテム入手は、通常枠とレア枠のどちらか片方のみ入手可能である。魔道士系のジョブに属するため、攻撃力は低いが、銃を装備することができる。
ジョブ特性として「アイテム投げ」を持つ。リアクションアビリティの「オートポーション」は、ダメージをうける度にポーションを使用するが、手持ちのポーションが無くなると発動せず、ハイポーションがあればハイポーションを、ポーションとハイポーションが無い場合、エクスポーションがあればエクスポーションを代わりに使用することができる。
なお、「アイテム」「引き出す」「投げる」などの、所持しているアイテムの種類や個数が係わるアビリティを持つ敵ユニットは、修得しているアビリティであれば無限に使ってくる。
ナイト ※見習い戦士LV2
騎士剣と重装備により、接近戦を得意とするジョブ。装備破壊（アクセサリのみ破壊技が無い）や能力値低下によって敵の弱体化を促す「戦技」が固有アクションである。武器の種類によっては、近距離から遠距離で「戦技」を使用できる。
また、装備アイテムを増やすサポートアビリティが豊富で、特に「剣装備可能」は、剣技を使用できるキャラクターには必要である。ただし剣のみが装備の対象となるため、騎士剣と暗黒剣を装備することはできない。
PS版では専用ジョブを除くと唯一騎士剣を装備できるジョブだった（『獅子戦争』では暗黒騎士とたまねぎ剣士も装備可能）。
弓使い ※見習い戦士LV2
弓を扱うジョブ。アクションアビリティ「チャージ」を使うことによりチャージ時間が必要になるが、敵に与えるダメージを増やすことができる。使う武器の種類に関係なく使用可能。ただし「チャージ」の数字が高いほど発動までに時間がかかる。また「チャージ」は魔法ではないため「ショートチャージ」は無効である。『獅子戦争』でも同様。
PS版では弓を装備できる唯一の汎用ジョブだった（『獅子戦争』ではたまねぎ剣士も装備可能）。
リアクションアビリティの「Speedセーブ」は、ダメージを受けた時に自身のSpeedを上げることが可能。
サポートアビリティの「精神統一」は、対象の回避率を無視した直接攻撃を行うことが可能（白刃取りをセットしたユニットには無効）。
白魔道士 ※アイテム士LV2
「ケアル」「プロテス」などの回復・補助系統の魔法のほか、攻撃魔法「ホーリー」などの「白魔法」を扱える魔道士。他の魔道士系ジョブに比べると物理攻撃力が高いが、その分魔法攻撃力はあまり高くない。
サポートアビリティ「魔法防御力UP」は、魔法防御効果がある「シェル」が永久的に持続するアビリティである。
成長率が高く、HP、物理攻撃力の伸びは戦士系ジョブに並ぶ。またスピードが高めに設定されている。
「ケアルジャ」などの「ジャ」系統の魔法は、そのアビリティを習得可能なジョブがHPおよびステータスの変動が発生した場合、一定確率でラーニングが可能（「ケアルジャ」をラーニングする場合、白魔道士に使う必要がある）。ただし、一度に複数のユニットがアビリティを受けても、ラーニングできるのは1人のみであることと、ドンアクト・ストップ・戦闘不能の時はラーニング不可能。
黒魔道士 ※アイテム士LV2
「ファイア」系・「サンダー」系・「ブリザド」系からなる攻撃魔法を中心とする「黒魔法」を扱える魔道士。全ジョブ中最高の魔法攻撃力を誇る。ロッドを装備させることで属性魔法のダメージ値がさらに上がる。物理攻撃力は低い。
サポートアビリティ「魔法攻撃力UP」は、単に魔法攻撃の威力を上昇させるだけではなく、補助魔法の成功率の上昇、「ケアル」などの回復魔法の回復量も増やすことが可能。
『獅子戦争』では、ジョブの性能に変化は無いが、暗黒騎士にジョブチェンジするための条件のうち、最も難関な条件を満たす必要がある。
モンク ※ナイトLV3
武器を持たず、素手の格闘技で戦うジョブ。固有アクション「拳術」は、離れた敵を攻撃する「波動撃」および「地烈斬」やHPとMPを一度に回復する「チャクラ」などのアビリティをもつ。また、武器を装備できない分、ジョブ特性として「格闘」（素手の攻撃力1.5倍）を持ち、素手でも高い物理撃力を発揮する。
リアクションアビリティの「ハメドる」は、敵から攻撃される前に通常攻撃で反撃するが、通常攻撃「たたかう」に対してのみ発動する。
シーフ ※弓使いLV3
Speed（素早さ）に優れた戦士。武器はナイフしか装備できないが、「盗む」ことを得意としており、盗めるものはお金や装備品にとどまらず、ハートや経験値といった形の無いものも含まれる。装備品破壊技（「戦技」と「剛剣」）と違い、全ての各装備箇所を習得・選択できるため、敵から盗むことでのみ入手可能な装備品を入手する時に重宝する。「盗む」はサポートアビリティに「格闘」や「攻撃力UP」などを付けておくと成功率が上昇する。
陰陽士 ※白魔道士LV3
主にマイナスのステータス異常（暗闇・沈黙など）を発生させる「陰陽術」を使う。魔道士系ジョブの中では魔法攻撃力がやや低いが、棒を装備することで攻撃役としても使うことができる（棒は2マス先に攻撃でき、魔法攻撃力依存）。また、対象の最大HPの1/4を吸収する「命吸唱」は使用できる。
ムーブアビリティに「MP回復移動」、サポートアビリティに「防御力UP」がある。
時魔道士 ※黒魔道士LV3
「ヘイスト」「ストップ」など、主に時間・空間操作を司る「時魔法」の使い手。FFシリーズの最強魔法の一つ「メテオ」も習得する。また、当時のナンバリングシリーズでは白魔法に含まれていた「リフレク」も今作では時魔法に分類されている。リアクションアビリティ「MPすり替え」はMPが1以上残っていればダメージをMPに変換できる。他にも魔法系統に属する攻撃のチャージタイムを半分に短縮するサポートアビリティ「ショートチャージ」や敵ユニット・障害物・地形効果・高低差を一切無視して移動できるムーブアビリティ「テレポ」などを覚える。
一部の敵ユニットのみがセットしている「ダテレポ」は、見た目は「テレポ」と全く一緒だが、移動距離に関係なく「テレポ」が必ず成功するムーブアビリティで味方が習得することはできない。
風水士 ※モンクLV4
地形を利用した「風水術」を使用するジョブ。風水術には多数の種類があるが、プレーヤーが選択することはできず、「風水術」を使用するユニットが立っている場所の地形に対応した風水術が発動する（その地形に対応した攻撃を習得していないと「風水術」コマンド自体が選択不能になる）。剣や盾が装備可能であるが魔法攻撃力も白魔道士と同程度の補正率を誇る。
サポートアビリティ「攻撃力UP」はノーリスクで物理系攻撃（「拳術」「剣技」系含む）の与ダメージが1.3倍上昇するアビリティである。
竜騎士 ※シーフLV4
槍（直線で2マス先まで攻撃可能）を主武器として戦うジョブ。槍は「二刀流」は不可だが「両手持ち」はできる。固有アクション「ジャンプ」は最大で水平8マス、垂直8段離れた敵に回避率無視の跳躍攻撃を仕掛けることができる（白刃取りをセットしたユニットには無効）が「ジャンプ」実行時にアクティブターンが確認できないのと、ユニットではなくパネル指定のため、「ジャンプ」中にユニットが移動してしまうと無効になる。
固有アクション「ジャンプ」の習得可能なアビリティは、「水平ジャンプ」と「垂直ジャンプ」の2種類で分別されている。習得可能な効果範囲は、両方とも「2」から「8」までだが、「8」を習得すれば「2」から「7」は不要になる（「8」を習得した時点で、1から8までの効果範囲を任意に指定できるようになるため）。ムーブアビリティ「高低差無視」はどんな段差も飛び越せる。
話術士 ※陰陽士LV3
「話術」で対象のユニットに精神的に干渉するジョブ。Brave・Faithの値を上下したり、敵をステータス異常にできる。また、敵を「勧誘」できる。レベルの高い人間ユニットを「勧誘」し装備品を回収することにより、序盤から強力な装備品を揃えることも可能。銃を装備できる数少ないジョブでもある。一方でステータスは総じて高くない。
「ほめる」はBraveを4上昇させる。獅子戦争では、モブハンターも修得可能になっている。「説法」はFaithを4上昇させる。
「おどす」はBraveを20下げる「解法」はFaithを20下げられ、Faithを下げる唯一の手段である。
他のジョブでモンスターに対して「話術」を使用する時は「まじゅう語」を同時に装備する必要がある。
召喚士 ※時魔道士LV3
「召喚魔法」で召喚獣を呼び出し、攻撃などに使う。攻撃系は敵のみ、回復・補助系は味方のみを対象とするため、敵味方が入り乱れた状況でも確実に威力を発揮できる。全ジョブ中最大のMPを誇るが、Speedは他のジョブより若干低め。召喚士をマスターにするためには、9800JPと全ジョブ中最も高い。
侍 ※ナイトLV4、モンクLV5、竜騎士LV2
刀を装備して戦うジョブ。固有アクション「引き出す」は、所持している刀を媒介にした魔法（魔法攻撃力がダメージ・回復の量に影響するので魔法として扱う）で、召喚魔法と同じく味方を避けて攻撃（敵を避けて回復）可能だが、媒介にした（選択した）刀が壊れることもあるため、店で販売していない刀のアビリティは使用回数が制限される。
リアクションアビリティの「白刃取り」はユニットのBraveの値次第でほぼ確実に敵の物理攻撃を回避可能だが、二刀流による2回攻撃を回避できるのは1回目のみで、2回目はユニットの回避率次第である。
物理攻撃力の補正率、成長率はモンクと同等と非常に高く、装備武器の刀も高位の武器は騎士剣に引けを取らない威力を誇っており、騎士剣同様Braveの値によって攻撃力が上昇するため、通常攻撃の威力ではナイト並になる。一方、刀では「剣技」系のアビリティは発動できない。
忍者 ※弓使いLV4、シーフLV5、風水士LV2
全ジョブ中最高のSpeed補正率と成長率を誇るジョブ。忍者刀を専用武器とするが、ナイフと鎚も装備可能。
様々な武器を投擲して攻撃する「投げる」が固有アクションだが、機動力が高いこととサポートアビリティ無しで「二刀流」が可能。ナイトのサポートアビリティ「剣装備可能」をセットした状態で、右手にナイフ・忍者刀・鎚のいずれかを、左手に剣を装備することで「剣技」系アビリティを使用することができる（「剣技」系アビリティの威力は、右手に装備した武器の攻撃力に影響するため、左手に装備した剣の攻撃力は影響しないのと、攻撃時の武器のグラフィックと効果音は右手の武器になる）。攻撃力、機動力は高いがHPは低い（召喚士のHP補正率と一緒）。威力がランダムで変化してしまう武器（斧・鎚）は、竜騎士の「ジャンプ」と同様、投げることで最大威力の数値でダメージを与えることができる。「投げる」は「攻撃力UP」「捨て身」で威力が上がることはない。
リアクションアビリティの「見切る」は、ユニットの回避率を2倍にする効果がある。
『獅子戦争』で追加された武器は「投げる」のカテゴリー内にある物でも投げられない。
算術士 ※白魔道士LV5、黒魔道士LV5、時魔道士Lv4、陰陽士LV4
魔法の対象を計算式で弾き出し、ノンチャージでその対象だけに選択した魔法を発動させる「算術」の使い手。計算に使う項目は「CT」「レベル」「Exp」「ハイト」「素数」「5」「4」「3」があり、これらを組み合わせれば「レベル5デス」「レベル3フレア」といった過去のFFシリーズに出てきたものや、「CT4ヘイスト」「ハイト素数不変不動」などの魔法を発動させることもできる。
リアクションアビリティ「ダメージ分配」は受けたダメージ数値の半分を相手に返し、自身は残り数値分回復する。ただし、残りHPを超えたダメージを受けると発動しないのと、二刀流などの複数回攻撃の場合、最初のダメージ分しか返さない。
『獅子戦争』の通信対戦では対戦前に「算術」使用の選択の設定が行えるようになっており共同戦線においては「算術」は完全に使用不可となっている（算術士、「算術」をセットしたユニットが参戦した場合、戦闘中に「算術」は使えない仕様となる）。
吟遊詩人 ※召喚士LV5、話術士LV5（男性ユニットのみ）
詩を「詩う」ことによりステータスを上昇させたり味方に有利な状況を引き起こしたりする。歌の対象になるのは味方全員のみで敵は含まれない。効果は一定時間ごとに発動する。移動範囲を広げるムーブアビリティ「Move+3」を覚える。装備武器は竪琴のみ。
「詩う」には「ショートチャージ」「攻撃力UP」「魔法攻撃力UP」「捨て身」などは無効。
ムーブアビリティの「飛行移動」は、「高低差無視」の上位互換であり「テレポ」と同等の性能。
踊り子 ※風水士LV5、竜騎士LV5、（女性ユニットのみ）
踊りを「踊る」ことによりステータスを低下させたり敵に不利な状況を引き起こしたりする。踊りの対象になるのは敵全員のみで味方は含まれない。効果は一定時間ごとに発動する。ムーブアビリティとして「Jump+3」を覚える。
専用装備である反物は2マス先に攻撃できる。
「踊る」も「詩う」同様に「ショートチャージ」「攻撃力UP」「魔法攻撃力UP」「捨て身」などは無効。
吟遊詩人と同様、ムーブアビリティの「飛行移動」を習得可能。
ものまね士 ※見習い戦士LV8、アイテム士LV8、召喚士LV5、話術士LV5、風水士LV5、竜騎士LV5
初めからマスター状態でリストに追加されるが、一切の装備・アビリティを着けることができず、「ものまね」をするだけであるが基本能力値は高い。
MP以外の成長率が高く、特に魔法攻撃力の成長率が高い。
「ものまね」は汎用ジョブが習得可能なアビリティのみ可能で固有キャラクターやモンスターのアビリティ等は「ものまね」できない。

### 『獅子戦争』で追加された汎用ジョブ
たまねぎ剣士 ※見習い戦士Lv6、アイテム士Lv6
女性専用を含めた全てのアイテムと専用のオニオンシリーズを装備できる唯一のジョブであるが、専攻するアビリティを持たず、アビリティをセットすることもできない。可能な行動は「たたかう」のみであるが、行動してもExpやjpは獲得できず、ジョブのレベルは他ジョブをマスターすることで上昇する。全てのジョブをマスターし、レベルが8になると全ての能力（正確には能力の補正）が急上昇する他、移動力や回避率などの通常変化しないステータスも上昇する。成長率も急激に上昇するがEXPは相変わらず取得できないのと、アビリティがセットできない点は全く変わらない。また、「白刃取り」をセットしたブレイブの高いユニットに対して攻撃が当たらないのと、ユニットの回避率を無視した攻撃（銃や竜騎士の「ジャンプ」、「精神統一」をセットした攻撃、ディバインナイトの「剛剣」など）が回避不能、「テレポ」や「飛行移動」のように障害物や高低差を無視した移動ができないなどの欠点を補う手段がない点も変わらない（移動手段に関してはチョコボに騎乗すれば補えるが、出撃可能なユニットの数を1つ潰すことになる）。
「共同戦線」で敵として登場するたまねぎ剣士はアビリティをセットして登場している。
暗黒騎士 ※竜騎士Lv8、風水士Lv8、忍者Lv8、侍Lv8、ナイトをマスター、黒魔道士をマスター、対象ユニットのユニット殺害数20体以上
自身のHPを削ってダメージ量を増やす「暗黒」を使う。「暗黒」は実質「剣技」と同様の扱いで、剣・騎士剣・暗黒剣のいずれかを装備していなければ使用できない。両手持ちで扱う暗黒剣を専用の武器とするが、剣・騎士剣・斧・鎚も装備可能。大ダメージを与える技のほか、範囲攻撃やHP、MPを吸収する技もあり、実質仲間になることがない固定ジョブダークナイト（後述）の強化版とも言えるジョブ。
PS版で吟遊詩人もしくは踊り子でのみ習得できたムーブアビリティは『獅子戦争』ではそれぞれ暗黒騎士のムーブアビリティとして登場しており、女性キャラクターに「Move+3」を付けることが可能になった。
「ウェポンバッシュ」と「イービルブレード」の攻撃属性は装備している武器の属性（アイスブランドなら冷属性）の影響をうける。「ブラッドウェポン」は無属性のHP吸収技、「イービルデッド」は暗属性固定のため、アンデッドには通用しない（MP吸収技のダークウェポンは通用する）。暗黒の詠唱メッセージはPS版には無い独自のものだが、技のエフェクトは既存のアビリティの使いまわしである。
このジョブの条件となる「殺害数」は戦闘不能のキャラクターがクリスタルまたは宝箱と化した時点でカウントされる。ジョブ条件を満たすユニットの個別ごとの「殺害数」を直接確認する手段が無いので、プレイヤー自身で「殺害数」を把握するしかない（例えば、ラムザがユニットを現在何体殺害しているかは、プレイヤー自身で数えておく必要がある）。条件が厳しいだけあって、アビリティは強力で物理攻撃力の補正率は最強ジョブの1つである剣聖並に高いが他の能力値の補正率、成長率は総じて低く、特にHPの低さ（アイテム士と白魔道士のHP補正率と全く一緒で、侍のHP補正率よりは若干高い程度）とジョブ自体の回避率は0である。
サポートアビリティ「捨て身」は物理・魔法共に与えるダメージ量が1・5倍に増加する一方で自身が受けるダメージ（物理・魔法攻撃共に）も1・5倍に増加する。
暗黒騎士のみ装備できる暗黒剣は騎士剣並みに高い攻撃力を誇るが、全て両手専用で暗属性固定、Faithが低いほど攻撃力が高くなる。ただし暗黒剣を装備すると、「ウェポンバッシュ」と「イービルブレード」まで暗属性に変わり、アンデッドに対して無力化する。

## モンスターのジョブ
モンスターはアイテムを装備することができないが、その分パラメータの補正率や成長率が高い。また、アビリティの付け替えができず、セットされているアビリティがアクションアビリティに限られている分、ジョブ特性として複数のアビリティを備えているものが多い。なお、モンスターのジョブはあくまでもそのモンスターの種族を示すものに過ぎず、別のモンスターにジョブチェンジすることは不可能。
モンスターはその系統ごとに3つの種類が存在し、種類ごとにアビリティやパラメータの補正率などが異なる。仲間になったモンスターはユニット数が限界に達していない限り、定期的に卵を生んで繁殖するが、同系統の別種のモンスター（例えばチョコボから黒チョコボ）が生まれる場合もある。
チョコボ系
FFシリーズおなじみの飛べない大型の鳥。全モンスター中トップクラスの機動力を誇り、SpeedやATも高い強敵。モンスターの中には水場に進入できないものも多いが、チョコボ系は「水面移動」のジョブ特性を持ち水場にも入れる。また、人間ユニットは味方のチョコボ系モンスターに「騎乗」することができ、チョコボに騎乗したユニットはチョコボの移動能力を得ることができる上、状態異常も受け付けなくなる（ただし、人間が騎乗しているチョコボにはターンが回ってこない）。
チョコボ
体色は黄。物理攻撃の「チョコアタック」と、CT無しでのHP回復手段「チョコケアル」を持つ。
黒チョコボ
体色は紫。ナンバリングのFFシリーズのものと同じく、飛行することができるため「飛行移動」のジョブ特性を持つが、チョコボ系の中では最もSpeedが低い。また、遠距離攻撃の「チョコボール」を使う。
赤チョコボ
体色は赤。チョコボ系全ての攻撃手段を持ち、「チョコメテオ」はCT無しで回避不可能な遠距離攻撃である。また、「高低差無視」のジョブ特性を持つため機動力も高い。赤チョコボを密猟すると、低確率で多くの状態異常を無効にできるリボン系装備の「バレッタ」が手に入る。

ゴブリン系
小鬼。小型だが力は強い。冷気が弱点。
ゴブリン
服の色は赤。暗闇状態にする「めつぶし」を使う。
ブラックゴブリン
服の色は紫。周囲を一度に攻撃する「回転パンチ」を使う。
ガルブデガック
服の色は緑。「ゴブリンパンチ」は残りHPが少ないほど威力を発揮する。また、「まじゅう使い」で使用できる「ミュウチレイト」は、相手のHPの半分以上を吸収する。

ボム系
炎の塊のようなモンスター。自らを戦闘不能にする「自爆」は傷を負うほどに強力になる。また、炎属性を吸収し、ジョブ特性として「浮遊移動」を持つため地属性攻撃を無効化する。冷気ではなく水が弱点。
ボム
体色は赤。前述通り、HPが少なくなると「自爆」を行う。
グレネイド
体色は青。「コボム」のアビリティを持つものの、ボムとの大差は無い。
イクスプロジャ
体色は黒。自身を回復すると同時に周囲を攻撃するアビリティ「スパーク」を持つ。また、下位2種に比べHPが高く、「自爆」も備えている。

レッドパンサー系
素早い身のこなしで敵を攻撃する四足獣。「高低差無視」の特性を持つ。「地烈斬」などに弱い。
レッドパンサー
名前と異なり体色は黄。毒の追加効果を持つ「毒牙」を使う。
クアール
体色は白。「ネコキック」はダメージのばらつきが激しいが、それ故に大ダメージを受けることもある。
バンパイア
体色は紫。「ブラスター」は石化かストップ状態にするアビリティ。「吸血」は「まじゅう使い」が無ければ使えないが、味方ユニットで「吸血」を使用できる唯一の方法である。

ピスコディーモン系
北欧の伝承に登場するクラーケンをモチーフにしたイカの顔をしたモンスター。「水中移動」のジョブ特性を持ち、水場にも進入できる。雷に弱い。
ピスコディーモン
服の色は黄。物理攻撃の「触手」のみ使う。
スクイドラーケン
服の色は緑。「触手」に加えて、有利なステータス異常を解除する「怪音波」、暗闇状態にする「すみ」を使う。
マインドフレイア
服の色は赤。混乱かバーサクの状態異常を引き起こす「マインドブラスト」は、特に魔道士系のユニットには脅威的。HPはマインドフレイアが最も低い。

スケルトン系
骸骨のモンスター。物理ATが高く、霊魂を飛ばしての遠距離攻撃ができる。アンデッドモンスターなので戦闘不能時のカウントがゼロになっても一定確率で復活する。フェニックスの尾を使用することにより一撃で倒すことが可能。確実に活動を永久停止させる手段は、石化による状態異常を発生させるか、サポートアビリティ「密猟」をセットしたユニットが物理攻撃で戦闘不能にすることで即消滅させることが可能。ザコモンスターとしては唯一ルガヴィ側の戦力としても登場する。
スケルトン
外套の色は青。遠距離攻撃は「サンダーソウル」。スケルトン系では最も物理ATが低い。
ボーンスナッチ
外套の色は緑。遠距離攻撃は「アクアソウル」。また、物理ATはスケルトンより高い。
リビングボーン
外套の色は赤。遠距離攻撃は「アイスソウル」。物理ATはボーンスナッチと同程度。

グール系
従来のFFシリーズではゾンビとして登場するが、本作では浮遊している幽霊として登場。ジョブ特性の「テレポ」により高低差、障害物を無視して移動し、タッチされると色々な状態異常が発生する。また、「霊気を飛ばす」で遠距離攻撃も可能。アンデッドモンスターなので戦闘不能時のカウントがゼロになっても一定確率で復活する。スケルトンと同様、確実に活動を永久停止させる手段は、石化による状態異常を発生させるか、サポートアビリティ「密猟」をセットしたユニットが物理攻撃で戦闘不能にすることで即消滅させることが可能。
グール
服の色は黄。睡眠付加の「スリープタッチ」を使う。
ガスト
服の色は赤。オイル付加の「グリースタッチ」を使う。
レブナント
服の色は緑。HPを吸収する「ドレインタッチ」を使用する。

フロータイボール系
大きな目玉が体の大半を占めているモンスター。翼を持つため飛行して移動する。冷気が弱点。
フロータイボール
体色は緑。アビリティは物理攻撃のみで、物理ATもそれほど高くない。
アーリマン
体色は黄。ランダムで状態異常を発生させる「あくまの視線」と、Braveを下げる「恐怖の視線」を使う。一度の戦闘でBraveが下がり過ぎると、もともとのBraveにも影響する。
プレイグ
体色は赤。「死の宣告」を使用する。プレイグを密猟すると、低確率で最強のナイフであるゾーリンシェイプが手に入る。

ジュラエイビス系
鳥型のモンスター。飛行能力があるため移動範囲が広く、C-EVや物理ATも高め。HPは低い。風に強く地に弱い。
ジュラエイビス
腹の色は白。物理攻撃の「かきむしる」のみを使用。
スチールホーク
腹の色は黄。「かきむしる」に加えギルを奪う「光ものが好き」を持つ。
コカトリス
腹の色は赤。石化攻撃の「くちばし」や回避不可能な遠距離攻撃「フェザーボム」を持つ上、下位の2種より物理ATも高い。コカトリスを密猟すると低確率で最高の回避率を誇るフェザーマントが手に入る。

ウッドマン系
樹の姿をしたモンスター。移動能力や攻撃力は低い、味方のユニットをサポートする能力を持つ。炎属性が弱点。
ウッドマン
樹冠の色は緑。周囲を攻撃する「木の葉乱舞」を使うが、威力はそれほど高くない。
トレント
樹冠の色は赤。HP回復の「命の精」を使う。トレント以上は下手に放置すると長期戦になりかねない。
タイジュ
樹冠の色は黄。プロテス付加の「まもりの精」とシェル付加の「貝の精」を使う。タイジュを密猟すると低確率で騎士剣のディフェンダーが手に入る。

牛鬼系
牛の姿に斧を携えたモンスター。パワフルな外見に違わず、物理AT、HP共に高い。
牛鬼
体色は白。単体攻撃の「ふりおろす」のみを使う。
ミノタウロス
体色は赤。自身の周囲を一度に攻撃する「ふりまわす」を使用する。一度のターンで3パネルしか移動できない他の同族と異なり、4パネル移動できる。
セクレト
体色は紫。「タイタンのまね」は「ふりまわす」よりも広い範囲で周囲を攻撃できるが、レビテト状態で回避することができる。放っておくと「力をためる」を使い続けるため、驚異的な攻撃力になる。「まじゅう使い」で使用できるミノタウロスとセクレトの「火を吹く」はドラゴン系の「ファイアブレス」とほぼ同じもの。セクレトを密猟すると、レア武器（高確率でホーリーランス・低確率で象牙の棒）が手に入る。

モルボル系
複数の眼を持ち、触手に覆われた醜悪な姿で体中粘液で覆われているモンスター。状態異常を引き起こすアビリティを持つ。また、「水上移動」のジョブ特性を持ち、水場に進入できる。
モルボル
体色は緑。リフレク状態を引き起こす「なめる」を使う。
オチュー
体色は白。ドンムーヴ状態を引き起こす「ねとねと液」を使う。
モルボルグレイト
体色は紫。自身を中心とした広範囲に対して多数の状態異常を起こす「臭い息」を使用する。また対象のユニットをモルボルに変えてしまう「モルボル菌」という隠しアビリティを持つ。モルボルグレイトを密猟すると、高確率でエリクサーを、低確率で最強の辞書であるマダレムジエンが手に入る。

うりぼう系
イノシシのようなモンスター。二足歩行。非力なため戦闘には向いていない。密猟すると貴重なアイテム（ラグナロクの偽物であるナグラロクも含まれている）が手に入るが滅多に見られないレアモンスターである。C-EVが全モンスター中でも群を抜いて高い。
体色が卵色のうりぼう、桃色のポーキー、水色のワイルドボーの全てが戦闘能力が低い。ただ、ワイルドボーは物理ATが高い。
ベヒーモス系
全モンスター中トップクラスの物理ATを誇る。基本的には物理攻撃しか使用してこないが、「まじゅう使い」のアビリティでルカヴィの眷属が使用する魔法を使える。
ベヒーモス
体色は桃色。「まじゅう使い」で「ギガフレア」を使用する。ベヒーモス系の隠しアビリティの中では、唯一相手や自分のHPに威力が左右されない。
キングベヒーモス
体色は黄。「まじゅう使い」で「ハリケーン」を使う。相手に与えるダメージは相手の最大HPの3分の1。キングベヒーモスを密猟すると、低確率でアルテミスの弓が手に入る。
ダークベヒーモス
体色は紺。「アルマゲスト」は自身のHP残量が少ないほど与えるダメージが大きくなる。ダークベヒーモスを密猟すると、非売品の「シェルシェ」や「石化銃」が手に入る。

ドラゴン系
大型の竜。翼はあるが、空は飛べない。HP、物理AT共に高い上に移動範囲も広い。密漁することで高額なアイテムや非売品を入手できることがある。上級のものは強力なブレスを吐いて攻撃してくる。ドラゴン系モンスターは「足場」にすることができるモンスターの1つで、味方のドラゴン系モンスターを足場にすれば段差のある地点も一直線に進むことができる（ドラゴン系モンスターの上に立ち止まることはできない）。
ドラゴン
体色は緑。ブレスを使用せず物理攻撃の「突進」だけだが、物理ATが高い。
ブルードラゴン
体色は青。「アイスブレス」を使用する。ドラゴン系の中で魔法ATが最も高く、その分ブレスの威力も高い。また、「まじゅう使い」で「サンダーブレス」も吐く。炎に弱い。
レッドドラゴン
体色は赤。サンダーブレス」を吐き、「まじゅう使い」で「ファイアブレス」を吐けるようになる。こちらは冷気に弱い。

ヒュドラ系
3つの首を持つ竜系モンスターで、1ターンに三つの首で同時に攻撃を仕掛けるアビリティを使う。また、ジョブ特性として「飛行移動」を持つ。「足場」にすることも可能。ランダムエンカウントにはほとんど出現しないが、その分「密猟」で手に入るアイテムも貴重なものが多い。なお、ヒュドラ系モンスターにはドラグナーの「ドラゴン」のアビリティが通用する。
ヒュドラ
体色は黄。前方と左右に同時に物理攻撃を繰り出す「トリプルアタック」を使う。
ハイドラ
体色は黒。効果範囲内をランダムに3回攻撃する「トリプルフレイム」を使う。
ティアマット
体色は白。「トリプルフレイム」「トリプルサンダー」に加え、前方と左右にブレスを吐く「トリプルブレス」を使う。また、「まじゅう使い」で使用できるティアマットの「暗黒の囁き」は、効果範囲内6回攻撃に加えて即死の追加効果を持つ。

## 専用ジョブ
特定のキャラクターが見習い戦士の代わりに持っているジョブ。アクションアビリティやステータスの成長率、補正率などが見習い戦士と大きく違う。アクション以外の習得アビリティは見習い戦士と同じ。専用ジョブを持つキャラクターはジョブチェンジしてもビジュアルが変化せず、「勧誘」とモルボルのアビリティ「モルボル菌」への耐性を持っている。
見習い戦士
ラムザの専用ジョブ。通常の見習い戦士と同名（ジョブのヘルプメッセージは途中まで一緒）だが、装備可能枠・習得アビリティ・パラメータの成長率と補正率を全体的に強化したジョブで、固有アクション「ガッツ」も名前こそ違うが、通常の見習い戦士のアビリティと専用のアビリティを習得可能（ジョブコマンドのヘルプメッセージは全く一緒）。
最初は通常の見習い戦士とほとんど違わないが、チャプターが進むごとに習得アビリティや装備可能な武具が増えていき、最終的には見習い戦士＋ナイト並みの重装備が可能になる（斧は装備不可能だが、チャプター1ではローブ、チャプター2から盾・兜・鎧、チャプター4から騎士剣が装備可能になる）。
固有アクション「ガッツ」は、チャプター1では味方のSpeedを1上昇させる「エール」と、最大HPの20%を消費してその倍のHPを回復する「おまじない」を、チャプター2では味方のBrave値を5上昇させる「はげます」を習得可能。話術士の「ほめる」と違い、失敗することがない上に、モンスターに対して「まじゅう語」をセットする必要も無い。チャプター4では自身のBrave値を10、Speed、物理AT、魔法ATを1ずつ上昇させる「さけぶ」の習得、究極の魔法「アルテマ」をラーニングすることもできる。
ディリータ、アルガスの見習い戦士も通常とは違う固有のもので、ディリータはラムザと同様「おまじない」を使えるが「エール」を習得できない。アルガスは一部のブレイク技を使えるのが特徴。
機工士
ムスタディオとバルクの専用ジョブ。銃のみ装備可能。固有アクションの「狙撃」により、敵の移動・行動を制限することができる。また「邪心封印」は、対象がアンデッドの場合のみ石化させることができる。これらのアビリティは「戦技」と同様、使用武器が銃でなくとも使用できる。
ホーリーナイト
アグリアスの専用ジョブ。ノーコスト、CT無しで遠距離攻撃が可能な「聖剣技」を使えるのが特徴。「聖剣技」は基本的に命中率100%で、さらに一部の技は複数の敵を同時攻撃できる。なお、「聖剣技」を始めとする「剣技」に属するアビリティ（「暗黒剣」「剛剣」など）は、剣・騎士剣・暗黒剣のいずれかを装備していないと使用できない。ただし、武器を盗んだ場合のみ敵は素手でも剣技を使用可能である（威力はかなり落ちるが、追加効果は残っている）。武器を破壊した場合、完全に使わなくなる。
チャプター2以降のディリータもホーリーナイトだが、ディリータのホーリーナイトは聖剣技の他に「おまじない」も使える（PS版ではゲストキャラクターのため操作はできないが、『獅子戦争』では追加シナリオで操作可能）。
天道士
ラファの専用ジョブ。固有アクション「真言」はMP無消費で効果範囲内をランダムに数回（最大6回）攻撃する特殊な魔法で威力は魔法ATのみによって決まり、自身および対象のFaithは威力に係わらない。
天冥士
マラークの専用ジョブ。固有アクション「裏真言」は、通常の魔法とは逆に両者のFaithの値が低いほどダメージが大きくなる。確実性に欠ける点は「真言」と共通。
魔道士系ユニットとしては物理攻撃力が高い。
なお、『獅子戦争』では「真言」「裏真言」の各種アビリティを始めとする、「効果範囲内をランダムに数回攻撃するアビリティ」が強化されている。具体的には一発あたりの威力が増し、効果範囲内の中央を攻撃する確率が最も高くなっている（PS版では完全にランダム）。また、「真言」「裏真言」および「ドラゴン」の「ホーリーブレス」の場合、攻撃する回数が最大10回に増えている。
ディバインナイト
メリアドール、ヴォルマルフ、ローファルの専用ジョブ。ダメージを与えると同時に敵の装備を確実に破壊する剣技「剛剣」を使えるが、盾を破壊する技だけが無い。ただし、モンスターを含め破壊対象となるアイテムを装備していないユニット、サポートアビリティ「メンテナンス」をセットしたユニットに対しては効果が無い。しかし、『獅子戦争』では装備を持たないユニット（モンスター含む）に対してもダメージを与えられるようになった（しかもダメージは装備を破壊するときより高い）。槍と自動弓を装備できる。
若干だが物理攻撃力の成長率は剣聖を上回る。
剣聖
オルランドゥの専用ジョブ。ホーリーナイトの「聖剣技」、ダークナイトの「暗黒剣」、ディバインナイトの「剛剣」の技を全て使用できる「全剣技」が固有アクション。また、各パラメータの補正率も高い。他に忍者刀・刀を装備でき、忍者のサポートアビリティ「二刀流」をセットした場合のみ、右手に忍者刀・刀を装備した状態で左手に剣・騎士剣を装備することで、忍者刀・刀でも「全剣技」を使用することは可能（武器のグラフィックと「全剣技」の威力は、右手に装備した武器の影響を受ける）。
テンプルナイト
サブイベントで仲間になるベイオウーフの専用ジョブ。固有アクション「魔法剣」の効果は「陰陽術」とほぼ同じ効果を持つ剣技。MPを消費するうえ剣、騎士剣、暗黒剣どれかを装備しないと使えず、効果範囲も狭い。ただし、チャージタイム無しで使える上に成功率も高い。「チキン」は相手のBrave値を50下げる。相手の最大HPの1/4を吸収する「ドレイン」や自身が受けたダメージが大きいほど威力が上がる独自の剣技「ショック！」を使用できる。物理攻撃力も剣聖に次いで高い。
『獅子戦争』で初登場したキャラクター、アーレスもこのジョブについている（アーレスのみ女性専用装備のリボン系統をアクセサリの欄で装備可能）。
ドラグナー
サブイベントで仲間になるレーゼの専用ジョブ。固有アクション「ドラゴン」は炎、冷気、雷の3属性のブレスに加え、ドラゴン、ヒュドラなど竜系のモンスターに対してのみ効果を発揮するアビリティをいくつか覚える。装備できるものが非常に少なく（指輪・腕輪+女性専用装備に限る）ドラグナーになりたての状態ではホーリードラゴンだった頃より素手やブレスの攻撃力が格段に下がるが、その反面ほとんどの能力の成長率および補正率も高く、成長すれば剣聖と互角のジョブの1つとなる。さらに「二刀流」「調教」「まじゅう語」「まじゅう使い」をジョブ特性として所有している。
なお、「ドラゴン」のアビリティの1つ「ホーリーブレス」は「真言」「裏真言」同様に効果範囲内を数回（最大6回、獅子戦争は最大10回）攻撃する。
ソルジャー
サブイベントで仲間になるクラウドの専用ジョブ。固有アクション「リミット」はユニットではなくパネルを対象とするため、チャージタイムの間に敵が効果範囲から出ると不発に終わる。またマテリアブレイドを装備していないと使用できない（他の武器では代用不可能）。マテリアブレイドは入手可能な時期が終盤になるため、同時期に入手できる武器と比較すると、武器としての性能がそれほど高くない。
「リミット」には対象の受けているダメージが大きいほど威力が上がる「クライムハザード」、ステータス異常（石化・ストップ・戦闘不能のいずれか）を引き起こす「画龍点睛」などがある。「破晄撃」の効果は、自身が受けたダメージが大きいほど威力が上がる点は魔法剣の「ショック！」と同じだが、チャージ時間が必要な代わりにMPは不要、射程などの違いがある。
「リミット」の威力は、魔法攻撃力によって左右されるため、分類的には魔法系統である。そのため「ショートチャージ」や「魔法攻撃力UP」が有効である。
通常、リボン系統の防具は女性ユニットしか装備できないが、このジョブのみ標準でリボン系統の防具を装備できる（ただし、同じく女性専用アイテムであるバッグと香水は装備できない）。
『獅子戦争』では仲間にする時期が早くなった分、活躍の機会を増やすことが可能になったが、ジョブ性能はPS版のままである。
ダークナイト
一定期間ゲストとして参戦するガフガリオンの専用ジョブ。技は2つだけと少ないが相手のHP、MPを吸収し、攻撃と回復を同時に行える高性能な剣技「暗黒剣」を使える。動きも素早い。ゲストユニット時と敵ユニット時を問わず、戦闘中で使うのは「闇の剣」のみで、「暗の剣」を使ってくることは無い。チャプター2の終盤におけるライオネル城城門前で彼を倒すと無条件でクリスタルになるが、「暗黒剣」のアビリティを継承することはできない。
『獅子戦争』では名前こそ違うが見た目が全く同じ技を汎用ジョブの暗黒騎士が使用可能。
プリンセス
一定期間ゲストとして参戦するオヴェリアの専用ジョブ。「聖魔法」の「マバリア」はプロテスやリジェネなどの複数の有効ステータス異常を同時に掛ける優れた魔法だが、オヴェリアは専ら自分の身を守ることに専念する。
『獅子戦争』では、2つの追加シナリオでディリータと共に戦うが、ゲストユニットのため彼女を操作することはできない。
占星術士
オーランの専用ジョブ。マップ全体の敵ユニットに対しドンムブ、ドンアク、ストップの効果を与える強力な技「星天停止」を使える。オーランは炭鉱都市ゴルランドのイベントバトルでゲストとして参戦する（操作不可）。
ラムザや初期のディリータ、アルガス以外に唯一、専用ジョブで見習い戦士の基本技を習得可能なキャラクターである。
クレリック
一定期間ゲストとして参戦するアルマの専用ジョブ。オヴェリアのプリンセスと同じく「聖魔法」が固有アクション（ただし、クレリックは「おまじない」が使える）。ラスボス戦に参戦した際はラムザの見習い戦士やルッソのモブハンター同様にアルテマをラーニングすることができる。
アークナイト（ザルバッグ）
ザルバッグの専用ジョブ。敵のパラメータを下げる剣技「破壊魔剣」が固有アクション。ナイトの「戦技」と違い遠距離の敵も狙えるがチャージタイムを要する上にMPを消費する。「破壊魔剣」は分類的には魔法系統の扱いのため、ショートチャージが有効である。敵ユニット時は、セカンドアビリティに「吸血」をセットしている。バンパイアの使う「吸血」との違いは、ヘルプメッセージとエフェクトが異なる点と、吸血耐性の無いユニットに対して確実に吸血状態にする点が挙げられる（射程は一緒）。
ホワイトナイト
ウィーグラフの専用ジョブ。ホーリーナイトと同じく「聖剣技」を使う。敵の専用ジョブでは最初に登場する。3章からの再登場時ではSpeed値が飛躍的に上昇した上に物理攻撃力が非常に高く高威力の「聖剣技」を放つ。3章では3連続バトル（オーボンヌ修道院とリオファネス城）が2回発生するが、両方とも登場する。特にリオファネス城内では、ラムザとウィーグラフの一騎討ちになる上に、ウィーグラフに勝利した後、そのままルカヴィ戦に突入する。
『獅子戦争』ではSpeed値が10から8へと減少したことで連続して攻撃される危険性はなくなった。
ナイトブレード
イズルードの専用ジョブ。ナイトを強化したようなジョブであり、やや足が速いものの固有アクションはナイトと同じ「戦技」。しかし、敵の回避率を無視する「精神統一」をセットしているため、成功率は高い。ホワイトナイトやディバインナイトなど他の専用ジョブのように特異なアクションは持たないが、「ジャンプ」がセットされている。
ハイプリースト
ザルモゥの専用ジョブ。固有アクション「白養魔法」は「白魔法」と大差ない。
『獅子戦争』では固有アクション名が「白洛魔法」となっている他、新規イベントで登場した司祭ブレモンダもこのジョブについている。
アークナイト（エルムドア）
エルムドアの専用ジョブ。ザルバッグのジョブと同名（ジョブのヘルプメッセージは途中まで一緒）だが、全くの別物で汎用ジョブの侍の能力値、装備品を強化したジョブで固有アクション「刀魂放気」も名前こそ違うが侍の「引き出す」と同じもの。ランベリー城内の場合、セカンドアビリティに「吸血」をセットしている（効果はザルバッグの吸血と同一のもの）上に、貴重な武器・防具を装備しているが、ジョブ特性に「メンテナンス」が付いている。
アサシン
セリアとレディの専用ジョブ。誘惑、即死、ストップ、石化などの致命的な状態異常（誘惑以外は100%の確率で成功する）を起こす「仕手」が固有アクション。また、ジョブ特性として「二刀流」を持っており、接近戦の攻撃力も高い。機動力も高い。本来頭部の装備であるバレッタやカチューシャをアクセサリの欄に装備していることがあるのも特徴。なお、グラフィックは踊り子の使い回しである。「アルテマ」を使ってくることもある。
ルーンナイト
ダイスダーグの専用ジョブ。暗黒剣は使えないが、聖剣技と剛剣を併せた「剣技」を使う他、「全魔法」を使うこともある。
ジョブ特性として「防御力UP」「魔法防御力UP」が付いている。
ソーサラー
クレティアンの専用ジョブ。「全魔法」を操る魔法使い。彼に限らず全魔法とは、それぞれの魔法の強力なものがいくつか使えるという内容で、本当に全ての魔法を使える訳ではない。『獅子戦争』ではバルマウフラもこのジョブについている。
ディリータの妹
ティータの専用ジョブ。ずっと戦闘不能になっているので戦う姿を見ることはできない。

### モンスターの専用ジョブ
専用ジョブを持つモンスターは複数で登場することがあり、ユニット毎のビジュアルも同じだが、ランダムエンカウントには絶対に登場せずイベントバトルのみで姿を現す。アイテムを装備したりアビリティを付け替えたりすることはできないが、通常のモンスターのように卵を生むことは無く、モンスターと人間ユニットの中間のような存在である。専用ジョブを持つユニットであるため「勧誘」は不可能。
ホーリードラゴン
サブイベントで仲間になるレーゼの専用ジョブ。体色は紫。炎、冷気、雷の3属性のブレス攻撃を行う「ブレス」が固有アビリティ。
鉄巨人
サブイベントで仲間になる労働八号、および敵ユニットである労働七号改の専用ジョブ。自分のHPと引き換えに強力な攻撃を行う「作業」が固有アクション。特に「処理する」は、最大で8マスまで離れた敵に対して遠距離攻撃が可能。Faithの値が0である。ドラゴン系ユニットと同様、「足場」にすることも可能。雷属性が弱点で、雷・水属性以外の攻撃と「混乱」以外のステータス異常は全て無効化する。機動力が低め。
ビブロス
ディープダンジョンでゲストユニットとして登場する紫色のモンスター。戦闘終了後に生き残っていれば仲間に加わる。固有アクション「ビブロス」には「エナジール」や「ディファレンス」などの独特な効果を持つアビリティが揃っている。ジョブ特性として「密猟」「高低差無視」を持つ。
アルケオデーモン
ルカヴィの眷属である赤いモンスター。ルカヴィや聖石関連のイベントバトルで出現する。固有アクション「暗魔術」には暗属性の「ダークホーリー」やチャージタイムの無い「ギガフレア」などの強力な魔法がラインナップされている。攻撃力は非常に高いが、後述のアルテマデーモンと合わせてHPは低めである。
アルテマデーモン
アルケオデーモンの色違いの青いモンスター。アルケオデーモン同様、ルカヴィや聖石関連のイベントバトルで出現する。固有アクション「闇魔術」には「ダークホーリー」や「ナノフレア」、「アルマゲスト」といった魔法がラインナップされている。「アルテマ」も使えるが、使用することは稀である。前述のアルケオデーモン、後述のアパンダと合わせ「ショートチャージ」のジョブ特性を持っているため、攻撃スピードが速い。
アパンダ
ルカヴィの眷属である白いモンスター。ビブロスの色違いモンスターであるが全く別の存在で、ダメージ+状態異常を与える魔法「バイオ」が固有アクション。ジョブ特性として「ショートチャージ」「高低差無視」を持つ。
ルカヴィ
ゾディアックブレイブストーリーに登場する不死身の悪魔。個体毎に特有のジョブとアクションアビリティを持つ一方、共通点としてステータス異常を引き起こす「恐怖」のアビリティがセットされている。4桁以上のHPを持っており、HPとMPの残量・最大値を確認することができない（MPは1以上か0かは確認できる）。
キュクレインのジョブは「不浄王」、ベリアスのジョブは「魔人」、ザルエラのジョブは「死の天使」、アドラメレクのジョブは「憤怒の霊帝」、ハシュマリムのジョブは「統制者」、エリディブスのジョブは「サーペンタリウス」、アルテマ（変身前）のジョブは「聖天使」、アルテマ（変身後）のジョブは「聖大天使」である。

### 『獅子戦争』で追加された専用ジョブ
モブハンター
『獅子戦争』にのみ登場するルッソの専用ジョブ。固有アクション「エンゲージ」と装備可能枠はチャプター4におけるラムザの見習い戦士と全く同じだが、ジョブ特性として「密猟」を持つため「両手持ち」や「二刀流」などの強力なサポートアビリティをセットしたまま「密猟」を行うことが可能である。
『FFTA2』でのルッソは固有ジョブを持たない。
空賊
『獅子戦争』にのみ登場するバルフレアの専用ジョブ。ジョブ特性として「メンテナンス」を持つ。忍者並みのスピードを持つ。固有アクション「ターゲット」は機工士の「狙撃」とシーフの「盗む」（名称は「〜を頂く」になっており、成功率は「盗む」より若干高い）のアビリティが両方入っており、独自のアビリティ「乱れ撃ち（威力半分の通常攻撃を四回）」も習得可能。武器は銃以外に剣、騎士剣、槍、自動弓、弓も装備可能。また、「ラス・アルゲテイ」は、通信機能を使用しない場合、バルフレアの初期装備としてしか入手できない。「ミラージュベスト」は、iPhone版であれば、ゲームクリア後に入手可能。
デスナイト
『獅子戦争』の新規イベントで再登場するアルガスの専用ジョブ。固有アクションはダークナイトと同じ「暗黒剣」。ジョブ特性に「防御力UP」を持つ。
ガフガリオン同様、戦闘中でアルガスが使ってくるのはもっぱら「闇の剣」のみで「暗の剣」はまず使ってこない。
オンラインヘルプで「暗黒剣」を選択すると、「ダークナイトのジョブコマンド」と表示される。
ダークドラゴン
『獅子戦争』の新規イベントで登場するブレモンダが変身したジョブ。火・氷・雷の3種類のブレスを全て使える。また、ルカヴィ同様に4桁以上のHPを持っており、HPとMPの残量・最大値を確認することができない。